# Cattedrale di Balanga
La cattedrale di San Giuseppe (in filippino: Katedral ni San Jose), conosciuta anche come Cattedrale di Balanga, è una cattedrale cattolica situata a Balanga, in Bataan, Filippine. La cattedrale è sede della Diocesi di Balanga.